# U-49 (1939)
U-49 — средняя немецкая подводная лодка типа VIIB времён Второй мировой войны.

## История
Заказ на постройку субмарины был отдан 21 ноября 1936 года. Лодка была заложена 15 сентября 1938 года на верфи «Германиаверфт» в Киле под строительным номером 584, спущена на воду 24 июня 1939 года. Лодка вошла в строй 12 августа 1939 года под командованием капитан-лейтенанта Курта фон Гёсслера.

## Флотилии
- 12 августа 1939 года — 15 апреля 1940 года — 7-я флотилия

## История службы
31 октября 1939 года лодка вошла в строй боевых кораблей. За время войны U-49 совершила 4 боевых похода. Потопила одно судно — британской транспорт Pensilva водоизмещением 4 258 брт.
Потоплена 15 апреля 1940 года близ Нарвика, Норвегия, в районе с координатами 68°53′ с. ш. 16°59′ в. д., глубинными бомбами с британских эсминцев HMS Fearless и HMS Brazen. Из 42 членов экипажа один погиб, остальные были спасены. Остов субмарины, лежащий на дне на глубине 300 метров, был обнаружен 3 марта 1993 года норвежским судном Skolpen.

## Атаки на лодку
- 13 ноября 1939 года лодка была атакована британским самолётом, уклонилась от атаки погружением на глубину 160 метров, получила некоторые повреждения.
- 16 ноября 1939 года два британских эсминца, HMS Echo и HMS Wanderer атаковали лодку, которая уходя от атаки погрузилась на 170 метров.